# Chiesa dei Santi Pietro e Andrea (Notaresco)
La chiesa dei Santi Pietro e Andrea è la parrocchiale di Notaresco, in provincia di Teramo e diocesi di Teramo-Atri; fa parte della forania di Roseto degli Abruzzi.

## Storia
Il nucleo originale della chiesa è ascrivibile al XVII secolo; la prima citazione che ne certifica l'esistenza risale al 1614 ed è contenuta nei protocolli notarili da cui s'apprende che in essa aveva sede la confraternita del Rosario.
Nel Settecento l'edificio venne interessato da alcuni interventi di rimaneggiamento e di modifica, mentre nel 1813 il vescovo di Teramo Francesco Antonio Nanni decretò l'unione dei due benefici di San Pietro e di Sant'Andrea, istituendo così un'unica parrocchia.
L'adeguamento liturgico secondo le usanze postconciliari fu condotto nel 1966 mediante l'aggiunta dell'ambone e dell'altare rivolto verso l'assemblea, abbellito da una raffigurazione dell'Ultima Cena.
All'inizio del terzo millennio l'edificio fu oggetto di alcuni restauri, una prima volta nel 2005 e una seconda nel 2010 per sanare le lesioni riportate durante l'evento sismico dell'anno precedente.

## Descrizione

### Esterno
La facciata della chiesa, rivolta a settentrione, è scandita da quattro lesene tuscaniche e presenta al centro il portale d'ingresso architravato e ai lati due lunette; al di sopra si erge un registro attico, in cui si inscrive un timpano triangolare, mentre come coronamento del prospetto vi è un paramento murario caratterizzato da una finestra a lunetta.
Annesso alla parrocchiale è il campanile a base quadrata, la cui cella presenta su ogni lato una monofora a tutto sesto ed è coronata dalla guglia poggiante sul tamburo ottagonale.

### Interno
L'interno dell'edificio si compone di tre navate, separate da strutture in muratura intonacate, abbellite da semicolonne e sorreggenti degli archi a tutto sesto, sopra i quali corre la trabeazione modanata e aggettante su cui si impostano le volte, a vela sulla navata centrale e a crociera su quelle laterali; al termine dell'aula si sviluppa il presbiterio, rialzato di alcuni gradini, coperto dalla cupola e chiuso dall'abside di forma semicircolare.
Qui sono conservate diverse opere di pregio, tra le quali l'organo, costruito dal vastese Onofrio Cacciapuoti nel 1796 e restaurato nel 1874 da Vitale De Luca.